# Barnabici

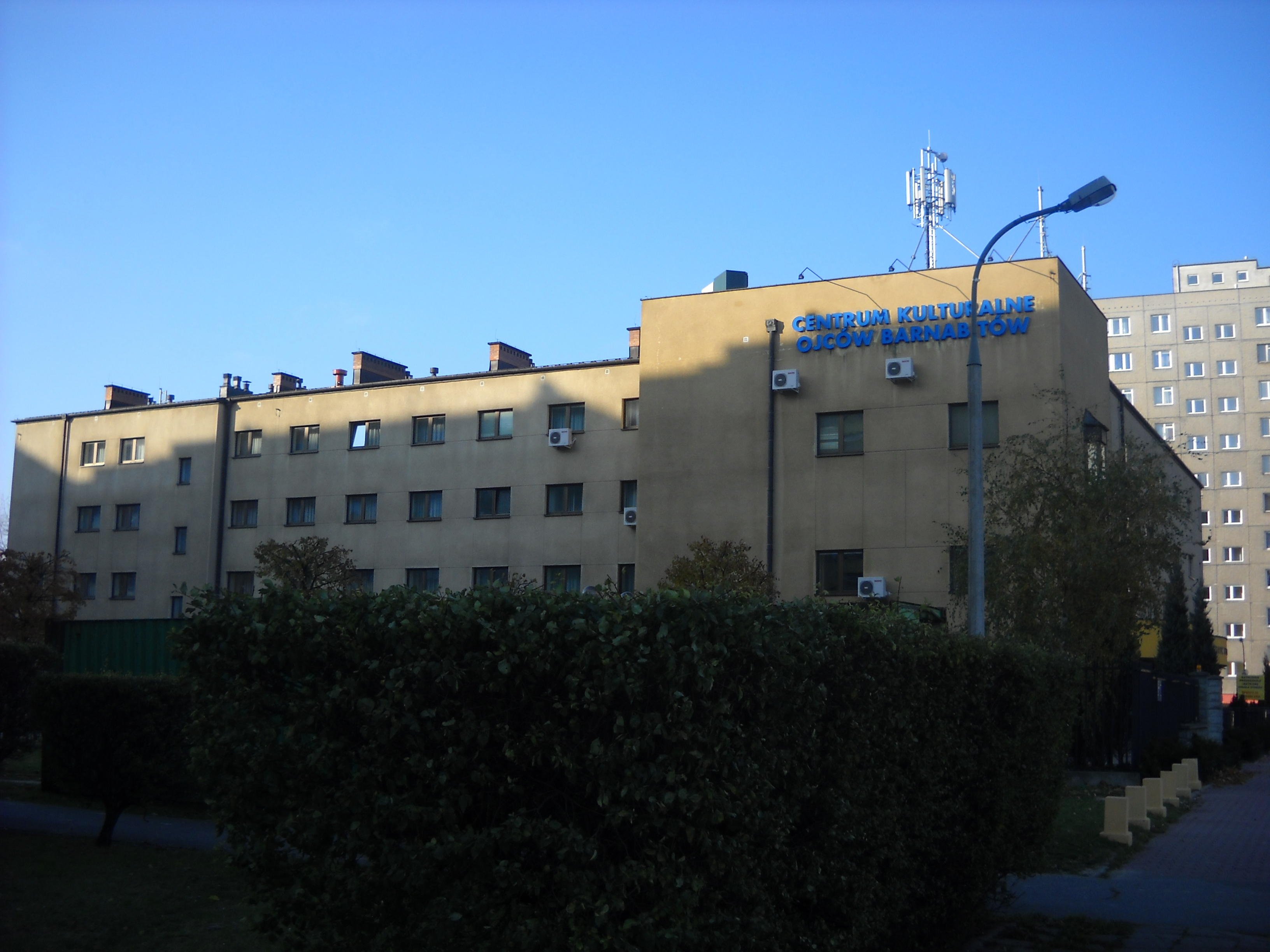
Centrum kulturalne oo. barnabitów w Warszawie

Barnabici, Zgromadzenie Księży świętego Pawła – Ojców Barnabitów, zakon założony przez św. Antoniego Marie Zaccaria w 1530, a zatwierdzony przez papieża Klemensa VII 18 lutego 1533.

## Historia
Zakon założył św. Antoni Maria Zaccaria w 1530, inspiracją do założenia zakonu było powstanie pierwszego Zgromadzenia Księży Regularnych założonego przez św. Kajetana. Zakon barnabitów został zatwierdzony przez papieża Klemensa VII 18 lutego 1533, a w 1535 papież Paweł III poddał zakonników pod bezpośrednią jurysdykcję Stolicy Apostolskiej. Pierwsze konstytucje zakonne – napisane przez św. Antoniego Zaccarię wraz z abp. Mediolanu Karolem Boromeuszem – zostały przyjęte w 1579.

## Misje
Pierwsze prace misyjne barnabici prowadzili we Włoszech, Francji, Sabaudii, Austrii i w Czechach. W XVIII wieku rozpoczęli misje w Chinach i Brazylii. Dzisiaj barnabici są obecni w 16 krajach (Demokratyczna Republika Konga, Rwanda, Argentyna, Brazylia, Kanada, Chile, Meksyk, USA, Afganistan, Filipiny, Albania, Belgia, Polska i Hiszpania).

## Nazwa zakonu
Potoczna nazwa zakonu – barnabici – wzięła się od pierwszego ośrodka działalności – kościoła św. Barnaby w Mediolanie.

## Znani barnabici
- o. Carlo Bescape
- o. Carlo Vercellone
- kard. Luigi Bilio
- św. Aleksander Sauli
- św. Franciszek Xavier Maria Bianchi
- ks. Giovanni Peragine, administrator apostolski południowej Albanii od 2017